# Liebmann (film)
Liebmann je německý hraný film z roku 2016, který režíroval Jules Herrmann podle vlastního scénáře. Film popisuje osudy Němce, který se přestěhuje na francouzský venkov. V ČR byl uveden v roce 2017 na filmovém festivalu Febiofest.

## Děj
Antek Liebmann je učitel, který bez vysvětlení odjíždí z Německa a přestěhuje se do Francie, aby zde začal nový život. Najde si ubytování v malém městečku v departementu Aisne. Pronajme si byt v domku postarších manželů Antoina a Giselle, kde také bydlí Geneviève se svou dcerou. Antek se se všemi spřátelí, přesto ho nepřestávají pohánět výčitky a vzpomínky z minula. Najde si práci jako skladník ve vetešnictví] a zde se seznámí se Sébastianem, se kterým naváže intimní vztah. Zanedlouho za Antekem přijede neohlášeně jeho sestra Ines, aby zjistila, proč se Antek neozývá, a sdělila mu zprávy z domova. Nepodaří se jí Anteka přemluvit, aby s ní odjel. Poklidnou venkovskou idylu narušilo v minulosti několik úmrtí v nedalekém lese. Policie zjistí, že vražedným střelcem je Antoine. Geneviève se z tohoto zjištění zhroutí, ale Antek ji nijak nepomůže. Také se rozhodne bez bližšího vysvětlení opustit Sébastiana.

## Obsazení
| Godehard Giese    | Antek Liebmann |
| Adeline Moreau    | Geneviève      |
| Fabien Ara        | Sébastian      |
| Alain Denizart    | Antoine        |
| Denise Lecocq     | Giselle        |
| Bettina Grahs     | Ines           |
| Morgane Delamotte | Morgaine       |